# Tobaccoland Österreich
Die tobaccoland Handels GmbH & Co KG ist ein Großhandelsunternehmen mit Sitz in Wien. Tobaccoland Österreich ist Marktführer im österreichischen Tabakwaren-Großhandel. Es wurde 1995 aus der ehemaligen Vertriebssparte der Austria Tabak gegründet und war damals der erste unabhängige Großhändler am Tabakmarkt. Tobaccoland Österreich agiert als selbständiges Unternehmen innerhalb des JTI-Konzerns und versorgt nach eigenen Angaben österreichweit fast 6.300 Tabaktrafiken mit Artikeln des täglichen Bedarfs. Geschäftsführer ist seit Februar 2009 Manfred Knapp. Seit Sommer 2007 wird der Bereich Vertrieb und Handelsmarketing vom zweiten Geschäftsführer Mag. Pablo Di Biase geleitet.

## Produkte

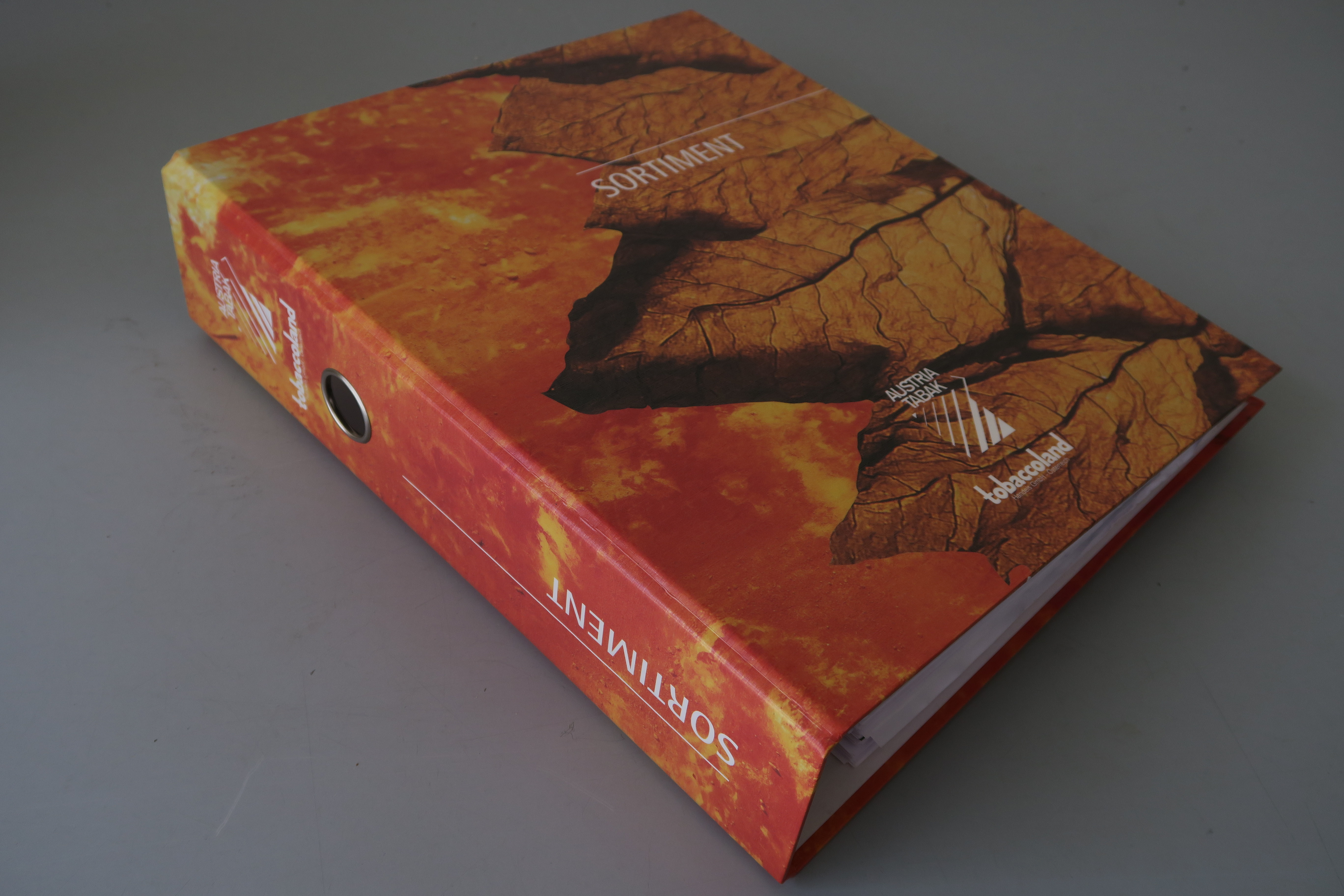
Austria Tabak – Tobaccoland Österreich

Das Angebot von tobaccoland umfasst Tabakwaren wie Zigaretten, Zigarren und andere Tabakwaren, sowie Spezialartikel wie e-loading Telefonwertkarten, Autobahnvignetten, Dienstleistungsscheck (DLS) und Erfrischungsgetränke.
Der Hauptsitz in Wien umfasst auch einen Cash-&-Carry-Shop. Der Umsatz von tobaccoland Österreich setzt sich zu 75 % aus Tabakwaren und zu 25 % aus Spezialartikeln zusammen.